# Catedral evangélica de Chile
La Catedral Evangélica de Chile, también conocida como Catedral de Jotabeche, es un templo evangélico chileno ubicado en la comuna Estación Central de Santiago de Chile.
Antiguamente llamada Templo Catedral de Santiago, su figura legal es Primera Iglesia Metodista Pentecostal de Chile o Jotabeche 40, esta última debido a la dirección de una de sus entradas laterales. Es el templo evangélico de mayor aforo del país, sede de la comunidad pentecostal más antigua en Chile y el primer templo evangélico con rango de catedral, siendo oficializado por el Decreto 588 del 4 de enero de 2014 del Ministerio de Educación.
Hasta 2007 fue parte de la Iglesia metodista pentecostal de Chile, primera organización pentecostal del país, y actualmente su administración es independiente. De ella dependen más de cuarenta templos y locales que se distribuyen por la Región Metropolitana de Santiago.
En diciembre de 2012, la Iglesia Metodista Pentecostal de Jotabeche asumió el 66,6% de la propiedad de la Universidad del Mar.
El 31 de octubre de 2013, Día Nacional de las Iglesias Evangélicas y Protestantes, fue declarada Monumento Histórico Nacional por el Consejo de Monumentos Nacionales.
En este lugar se realizó, desde 1975 hasta 2018, el Te Deum Evangélico de Acción de Gracias.Desde 2019, la ceremonia se realiza en diversos templos evangélicos del Gran Santiago, y su organización fue asumida por la Iglesia Metodista Pentecostal de Chile (IMPCH), a partir de 2022.

## Historia

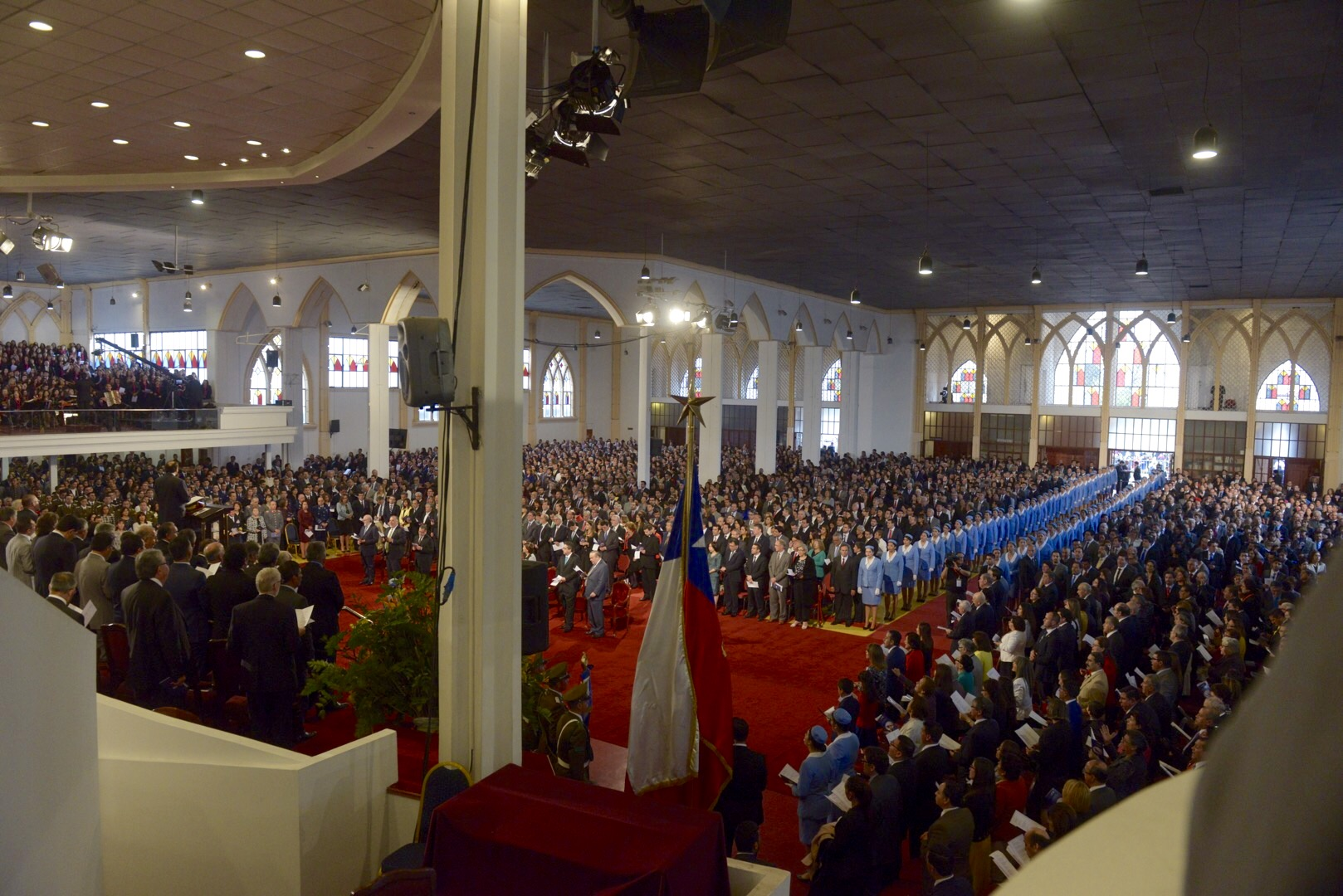
Interior del templo durante el «Te Deum evangélico» de 2016.

La historia de la Iglesia y el templo principal tienen origen en los primeros años de la Iglesia metodista pentecostal de Chile. En esos años, era dirigida por el pastor Manuel Umaña Salinas, el cual se convertiría años después en el primer obispo pentecostal chileno.
En el año 1985 en la conferencia extraordinaria realizada en la ciudad de Concepción, el Pastor Javier Vásquez Valencia es ungido como tercer Obispo de la Iglesia Metodista Pentecostal de Chile. 

### Construcción

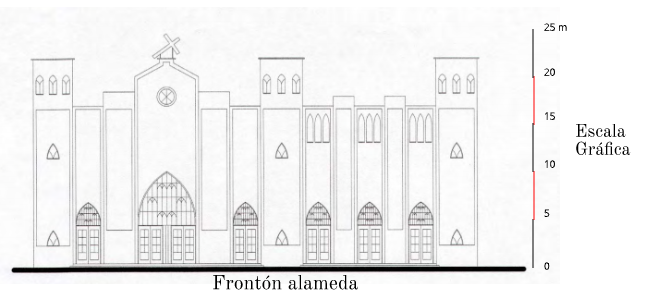
Escala gráfica de la Altura del frontón principal por avenida alameda

En el barrio donde está emplazada la catedral hay dos calles llamadas como reconocidos evangélicos: una del obispo Manuel Umaña (ex Bernal del Mercado) y otra de Javier Vásquez (ex Manuel Thompson).
La catedral cuenta con 3 fachadas, la principal hacia la calle alameda, por donde se hace la recepción del presidente de la república en el servicio de acción de gracias evangélico, la segunda fachada hacia la calle jotabeche, de donde deriva el nombre popular que recibe la catedral, y la más reciente construida en la ampliación de la catedral en el año 2001 hacia calle obispo Umaña.
El punto más alto de la catedral es la punta de la cruz inclinada en la fachada principal, el cual tiene una altura de 25 metros desde el nivel del suelo.

### Servicio de Acción de Gracias
En septiembre de 1975 se llevó a cabo el primer Servicio de Acción de Gracias de oración por el país y sus gobernantes o denominado secularmente como Tedeum Evangelico realizado en la flamante Catedral inaugurada el año anterior, fue así como asistieron, las más altas autoridades de las Iglesias Evangélicas de ese tiempo, encabezadas por el Rev. Mamerto Mancilla Tapia (obispo de la Iglesia Metodista Pentecostal de Chile)y el Rev. Javier Vásquez Valencia (pastor gobernante de la Catedral Evangélica de Santiago) todos los miembros de la Junta Militar de Gobierno y altos personeros públicos. Dada la trascendencia del solemne servicio, por primera y única vez, este fue transmitido en Cadena Nacional por todas las radios y canales de televisión. Televisión Nacional de Chile ha transmitido este servicio para todo el país cada año, a excepción de 1990, cuando fue transmitido por Canal 11 de la Universidad de Chile.
Los líderes evangélicos, a través de este servicio, agradecen al Señor por un nuevo aniversario patrio (generalmente los tedeum evangélicos se realizan el domingo anterior al 18 de septiembre, fecha en que se conmemora el tedeum ecuménico), oran por el desarrollo y crecimiento de la nación, y también utilizan este espacio para predicar el evangelio y dar su parecer ante la contingencia del país.
Hasta 2018, solo una vez se efectuó un tedeum evangélico fuera de la Catedral, y fue en el año 2000, cuando el presidente Ricardo Lagos, decidió efectuar dicha ceremonia en Curicó. A partir de 2019, por decisión del Consejo de Pastores de Chile se decidió efectuar en la Iglesia Centro Cristiano Internacional que dirige el Pastor Billy Bunster, producto del escándalo nacional que resultó la destitución del cuestionado Obispo Eduardo Duran Castro. Actualmente, su organización fue asumida por la Iglesia Metodista Pentecostal de Chile (IMPCH), dirigida por el pastor Edmundo Zenteno Céspedes, a partir de 2022.

### Ampliación del templo

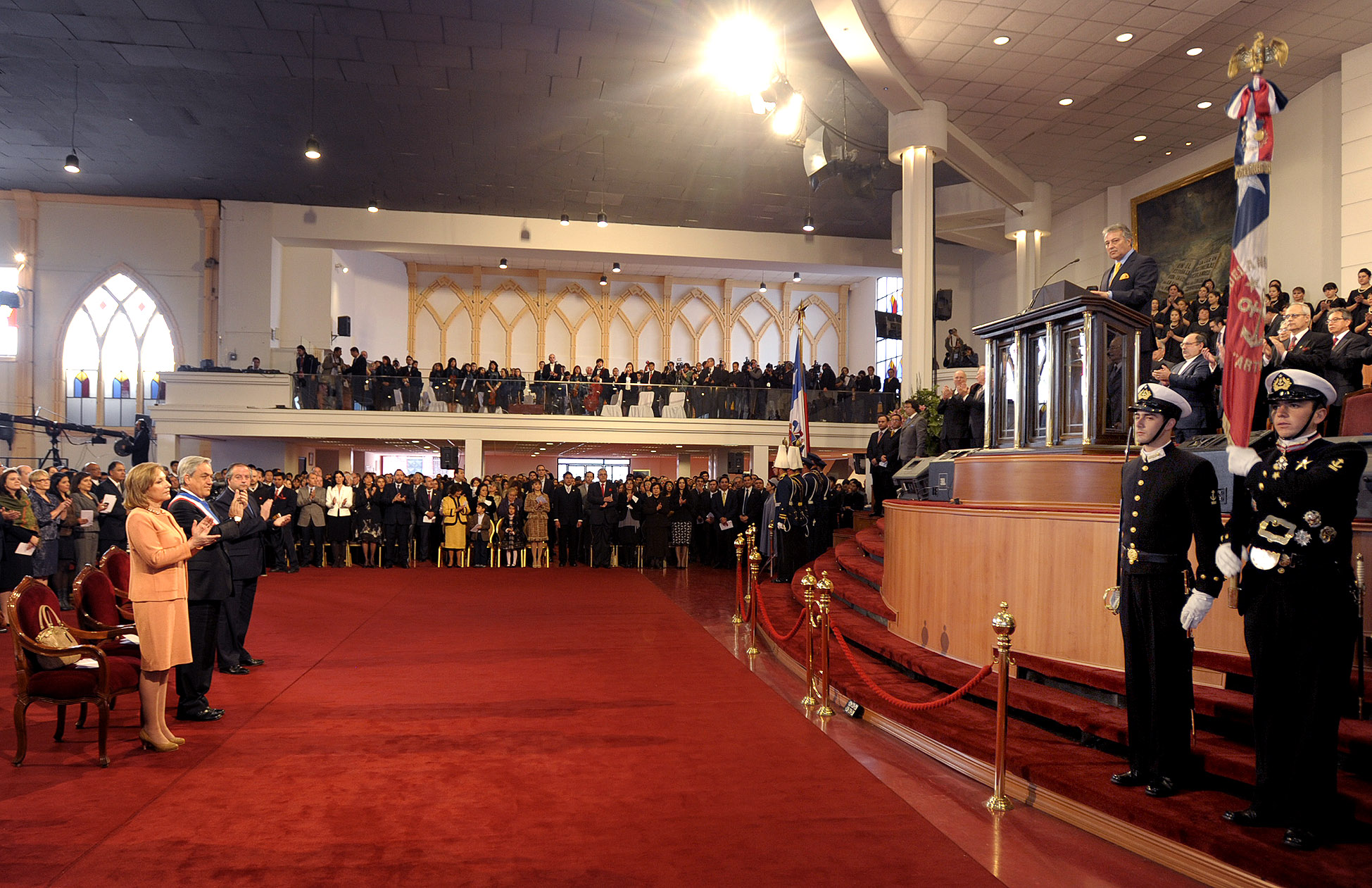
Interior del templo durante el Te Deum evangélico de 2012

El obispo Vásquez falleció el 25 de julio de 2003. Posteriormente, el presidente interino de la iglesia Metodista Pentecostal Rev. Bernardo Cartes Venegas, decidió aceptar la voluntad de la mayoría de los oficiales diáconos de la catedral quienes se inclinaron por el nombramiento del entonces hermano Eduardo Durán Castro ―junto a la pastora Raquel Salinas Caris― como nuevos pastores para la Catedral Evangélica de Santiago hoy conocida como Catedral Evangélica de Chile. 
Luego, en 2007, el pastor Rev. Eduardo Durán Castro decidió desvincularse de la administración del Obispo Cartes en la IMPCH Pública, para unirse con el entonces exvicepresidente, el pastor Rev.Roberto López Rojas, antiguo agente de la Central Nacional de Informaciones (CNI) durante la dictadura militar. Durán y López buscaron reactivar la antigua personalidad jurídica de la IMPCH conocida como Corporación Iglesia Metodista Pentecostal de Chile , la cual había cesado en los tiempos del reverendo Javier Vásquez Valencia, provocando un cisma al instalar una administración separada y allí, en un corto período, el primero fue ascendido de «pastor probando» a «pastor presbítero». Esto dio lugar a la escisión de la Iglesia Metodista Pentecostal de Chile, que se convirtió en Iglesia Metodista Pentecostal de Chile de Derecho Público, mientras que el circuito del templo toma el nombre de Primera Iglesia Metodista Pentecostal, Catedral Evangélica de Chile.
Durante su administración, en el año 2008, se aprueba la construcción de la ampliación de la Iglesia Catedral, en dirección oriente; es decir, hacia la calle Obispo Manuel Umaña Salinas (ex Bernal del Mercado). Las obras comenzaron a fines del mismo año, con la demolición de toda la zona oriente (donde se ubicaba el coro polifónico y las dependencias de audio). La meta era inaugurar el templo antes del Centenario del Movimiento Pentecostal, a celebrarse el 12 de septiembre de 2009.
Se re-modeló el altar, dotándolo de nuevas ubicaciones para los oficiales y pastores, un nuevo púlpito y dejando una nueva ubicación para el coro polifónico de la catedral, muy similar al altar que se había construido en la Catedral Evangélica de Maipú. Se cambió todo el piso de la Iglesia, el color clásico de los ventanales y el modelo arquitectónico se renovó, pero manteniéndose fiel al estilo original. La re-inauguración, y consagración del templo fue realizada el 6 de septiembre de 2009 ante unas 15.000 personas, aproximadamente.
El 20 de abril del año 2019 por decisión mayoritaria de la Honorable Junta dé oficiales Diáconos, cuerpo de predicadores y cuerpo directivo, acuerdan la destitución del Pastor Eduardo Duran Castro, debido a los escándalos públicos relacionados con una vida de adulterios, y una excesiva acumulación de riqueza a costa de los diezmos. Esto fue respaldado por la congregación, en una asamblea realizada en el mismo templo, donde asistieron feligreses y cuerpos y departamentos como Coros Unidos, el Coro Polifónico,  Hermanos Voluntarios, Orquesta Sinfónica Osech, entre otros.

## Administración
Actualmente, la Catedral Evangélica es administrada por su Pastor gobernante y la Honorable Junta de Oficiales Diáconos, y a contar del día 11 de mayo de 2019 el cargo de Obispo Presidente de la Primera Iglesia Metodista Pentecostal recayó en el Pastor Daniel Balladares Benavides, Pastor de la Catedral evangélica de Chillán Viejo, debido a que el ex obispo Eduardo Durán Castro fuese oficialmente destituido de su investidura eclesiástica, por malversación de fondos de la Iglesia, llevar una vida de lujos no acorde a su jerarquía, y por dar a conocer públicamente su separación de la Diaconisa Raquel Salinas para casarse con su amante, Ruth Sepulveda Loyola. La Catedral Evangélica de Chile a contar de la 102 Asamblea Nacional de Pastores, es independiente de la Iglesia Metodista Pentecostal de Chile, desligándose ésta de la administración del obispo presidente de la Iglesia Metodista Pentecostal de Chile de Derecho Privado, Roberto López Rojas, promoviendo así una nueva entidad religiosa, la que a partir del segundo semestre de 2011, pasa a denominarse, de forma legal, como "Primera Iglesia Metodista Pentecostal de Chile", debido a que ya existe la "Iglesia Metodista Pentecostal" de Chile (de dominio público), así como también la "Corporación Iglesia Metodista Pentecostal" (de dominio privado).
A su vez, la Iglesia Catedral, posee varios templos de menor envergadura que se distribuyen en las distintas comunas del Gran Santiago, conformando así el denominado "Circuito Catedral", que cuenta con más de 65 templos y locales, además de 50 pastorados que abandonaron la Corporación Iglesia Metodista Pentecostal de Chile, administrada por el obispo Roberto López, para aliarse con el entonces presidente de la Primera Iglesia Metodista Pentecostal, reverendo Eduardo Durán Castro, actualmente, expulsado de la Catedral Evangélica de Chile.

## Medios
La Catedral Evangélica transmite las reuniones de los días domingo, los servicios de Acción de Gracias y sus eventos especiales a través de su sitio web oficial, desde donde puede accederse a la Radio Jotabeche 40 y al canal de Televisión Jotabeche 40 TV. Desde 1975, hasta 2017, Televisión Nacional de Chile transmitió por televisión abierta el tedeum evangélico que se celebraba el domingo antes de Fiestas Patrias.

## Controversias
Desde 2018 se desarrolla un proceso de investigación judicial por parte de la Fiscalía de Alta Complejidad en contra del pastor gobernante de la Catedral evangélica de Chile, Eduardo Durán Castro, debido a la inconsistencia entre su alto patrimonio (bienes y activos financieros) y los ingresos que debiera percibir. En particular, el religioso registra solamente una participación del 25% en la empresa de insumos tecnológicos para la minería Innovaciones Descontaminantes Indesc, sociedad que constituyó en 2014 junto a otros pastores y descendientes del histórico obispo Manuel Umaña.
En abril de 2019, el obispo recibe el rechazo de parte de la gran mayoría de los fieles evangélicos del país por anunciar el divorcio de su actual mujer, Raquel Salinas Caris, para contraer nuevas nupcias con una mujer que mantuvo en el anonimato desde el año 2008 aproximadamente. Este hecho, junto a las declaraciones del mismo obispo sobre la cantidad de dinero que extraía de los fondos de la iglesia, deviene en la renuncia de parte de su hijo, Eduardo Durán Salinas, a la junta de la Catedral Evangélica de Chile y en el rechazo y eventual expulsión de la iglesia por parte de la junta de Oficiales Diáconos de la Catedral Evangélica.
En julio del mismo año, el señor Durán realiza algunas Anotaciones por Transferencia Total de marcas Comerciales ante el Instituto Nacional de Propiedad Industrial (INAPI) que pertenecían a la congregación, por lo cual existe actualmente una demanda en curso.